# Kilogram na metr sześcienny
Kilogram na metr sześcienny – jednostka gęstości w układzie jednostek SI.
Gęstość jest równa 1 kg/m3 gdy ciało o objętości jednego metra sześciennego ma masę jednego kilograma.

## Zamiana jednostek
1 kg·m−3 to:
= 0,001 g·cm−3
= 1 g·dm−3
≈ 0,016018 funta na stopę sześcienną (lb·ft-3)
≈ 0,1335 uncji na galon (oz·gal-1)